# Илия Еврев
Илия Тодоров Еврев е български лекар и краевед.

## Биография
Илия Еврев е роден през август 1905 г. в с. Радювене, Ловешко. Завършва основно образование в родното си село. Записва се в Държавно педагогически училище „Княз Борис Търновски“ (Ловеч). През 1925 г. е изключен за комунистическа дейност и завършва обучението си като частен ученик. Заминава за Франция, където се записва за студент по медицина в Нанси. Продължава обучението си в Монпелие и завършва медицина със защитена докторска дисертация в Женева (1932).
Започва работа като стажант-лекар в Ловешката държавна болница (1932-1933). Участъков лекар в с. Върбица, Преславско (1933-1937), завеждащ отделение „Вътрешни болести“ в Ловешката държавна болница (1938-1953). Работи като лекар в Угърчин и Троян (1953-1962).
Публикува научни статии в списанията „Хигиеничен преглед“ и „Исторически преглед“; вестниците „Мир“ и „Заря“. Изследовател на историята и традициите на Герловския край и село Медвен, Сливенско. Проявява интерес към историята на Български революционен централен комитет (БРЦК), Вътрешна революционна организация и Ловешкия частен революционен комитет. Особено внимание обръща на въпроса за залавянето на Васил Левски. Събира спомени от членове, роднини, близки и приятели на дейците на комитета. Проучва архивни материали. Неговата статия „Кой е бил председател на Вътрешния централен революционен комитет“ в сп. Исторически преглед предизвиква бурна дискусия (1963). От богатия документален материал и проучванията си написва книгата „Въпросът за залавянето на Апостола на свободата Васил Левски“. Издадена през 2003 г., седемнадесет години след смъртта му. Съавтор е неговият син Петко Еврев. Застъпва доказателствено тезата, че при залавянето на Васил Левски не е имало пряко предателство.
Родство: син Петко Еврев - български архитект, син Тодор Еврев – български лекар, професор.